# Eleições parlamentares europeias de 2004 no distrito de Aveiro
| Eleições parlamentares europeias de 2004 em Portugal Distritos: Aveiro \| Beja \| Braga \| Bragança \| Castelo Branco \| Coimbra \| Évora \| Faro \| Guarda \| Leiria \| Lisboa \| Portalegre \| Porto \| Santarém \| Setúbal \| Viana do Castelo \| Vila Real \| Viseu \| Açores \| Madeira \| Estrangeiro |

## Resultados por Concelho
Os resultados nos concelhos do Distrito de Aveiro foram os seguintes:

### Águeda
| Partido                 | Partido                        | Votos  | %               | +/-  |
| ----------------------- | ------------------------------ | ------ | --------------- | ---- |
|                         | Força Portugal                 | 6 006  | 43,20 / 100,00  | 6,06 |
|                         | Partido Socialista             | 5 917  | 42,56 / 100,00  | 0,42 |
|                         | Coligação Democrática Unitária | 510    | 3,67 / 100,00   | 0,17 |
|                         | Bloco de Esquerda              | 400    | 2,88 / 100,00   | 2,06 |
|                         | Outros                         | 474    | 3,39 / 100,00   |      |
| Votos Inválidos         | Votos Inválidos                | 596    | 4,19 / 100,00   | 1,70 |
| Total                   | Total                          | 13 903 | 100,00 / 100,00 |      |
| Eleitorado/Participação | Eleitorado/Participação        | 41 077 | 33,85 / 100,00  | 3,04 |

| Freguesia            | %        | %     | %    | %    | Votantes |
| Freguesia            | PSD- CDS | PS    | CDU  | BE   | Votantes |
| -------------------- | -------- | ----- | ---- | ---- | -------- |
| Agadão               | 65,81    | 27,74 | 0,65 | 0,65 | 155      |
| Aguada de Baixo      | 56,42    | 28,10 | 1,99 | 3,98 | 452      |
| Aguada de Cima       | 52,81    | 34,54 | 2,42 | 2,20 | 909      |
| Águeda               | 36,41    | 48,17 | 4,81 | 3,83 | 3 367    |
| Barrô                | 47,06    | 35,51 | 1,31 | 3,70 | 459      |
| Belazaima do Chão    | 32,86    | 59,05 | 0,48 | 2,38 | 210      |
| Borralha             | 36,61    | 51,14 | 3,28 | 2,42 | 702      |
| Castanheira do Vouga | 59,36    | 27,85 | 2,74 | 0,91 | 219      |
| Espinhel             | 35,32    | 53,76 | 2,41 | 2,13 | 705      |
| Fermentelos          | 76,64    | 15,01 | 1,28 | 1,96 | 1 019    |
| Lamas do Vouga       | 33,72    | 54,26 | 2,33 | 0,39 | 258      |
| Macieira de Alcoba   | 59,68    | 29,03 | 1,61 | 1,61 | 62       |
| Macinhata do Vouga   | 40,12    | 46,51 | 4,65 | 2,67 | 860      |
| Óis da Ribeira       | 38,44    | 43,44 | 1,88 | 2,19 | 320      |
| Préstimo             | 50,21    | 31,54 | 4,98 | 1,24 | 241      |
| Recardães            | 36,29    | 49,70 | 3,93 | 3,33 | 992      |
| Segadães             | 44,64    | 40,77 | 1,72 | 1,72 | 233      |
| Travassô             | 49,43    | 37,17 | 0,94 | 3,77 | 530      |
| Trofa                | 37,17    | 43,82 | 6,65 | 4,01 | 947      |
| Valongo do Vouga     | 35,63    | 47,43 | 6,33 | 2,06 | 1 263    |
| Águeda               | 43,20    | 42,56 | 3,67 | 2,88 | 13 903   |

### Albergaria-a-Velha
| Partido                 | Partido                        | Votos  | %               | +/-  |
| ----------------------- | ------------------------------ | ------ | --------------- | ---- |
|                         | Força Portugal                 | 3 326  | 47,43 / 100,00  | 8,94 |
|                         | Partido Socialista             | 2 595  | 37,01 / 100,00  | 2,52 |
|                         | Bloco de Esquerda              | 251    | 3,58 / 100,00   | 2,79 |
|                         | Coligação Democrática Unitária | 212    | 3,02 / 100,00   | 0,20 |
|                         | Partido da Nova Democracia     | 109    | 1,55 / 100,00   | Novo |
|                         | Outros                         | 190    | 2,71 / 100,00   |      |
| Votos Inválidos         | Votos Inválidos                | 329    | 4,70 / 100,00   | 1,34 |
| Total                   | Total                          | 7 012  | 100,00 / 100,00 |      |
| Eleitorado/Participação | Eleitorado/Participação        | 19 771 | 35,47 / 100,00  | 2,67 |

| Freguesia          | %        | %     | %    | %    | %    | Votantes |
| Freguesia          | PSD- CDS | PS    | BE   | CDU  | PND  | Votantes |
| ------------------ | -------- | ----- | ---- | ---- | ---- | -------- |
| Albergaria-a-Velha | 45,63    | 37,79 | 5,28 | 2,81 | 1,33 | 2 027    |
| Alquerubim         | 47,80    | 40,21 | 2,12 | 1,67 | 1,06 | 659      |
| Angeja             | 37,27    | 42,82 | 4,84 | 6,97 | 1,42 | 703      |
| Branca             | 49,97    | 34,42 | 2,98 | 2,71 | 1,73 | 1 441    |
| Frossos            | 51,31    | 37,58 | 2,29 | 2,61 | 0,98 | 306      |
| Ribeira de Fráguas | 47,33    | 38,09 | 2,11 | 1,13 | 2,27 | 617      |
| São João de Loure  | 58,38    | 27,69 | 2,40 | 2,10 | 1,95 | 668      |
| Valmaior           | 44,84    | 39,26 | 2,88 | 4,57 | 1,69 | 591      |
| Albergaria-a-Velha | 47,43    | 37,01 | 3,58 | 3,02 | 1,55 | 7 012    |

### Anadia
| Partido                 | Partido                        | Votos  | %               | +/-  |
| ----------------------- | ------------------------------ | ------ | --------------- | ---- |
|                         | Força Portugal                 | 4 837  | 51,75 / 100,00  | 5,01 |
|                         | Partido Socialista             | 3 046  | 32,59 / 100,00  | 1,80 |
|                         | Bloco de Esquerda              | 338    | 3,62 / 100,00   | 2,50 |
|                         | Coligação Democrática Unitária | 206    | 2,20 / 100,00   | 0,33 |
|                         | Partido da Nova Democracia     | 123    | 1,32 / 100,00   | Novo |
|                         | Outros                         | 289    | 3,10 / 100,00   |      |
| Votos Inválidos         | Votos Inválidos                | 508    | 5,43 / 100,00   | 1,90 |
| Total                   | Total                          | 9 347  | 100,00 / 100,00 |      |
| Eleitorado/Participação | Eleitorado/Participação        | 26 832 | 34,84 / 100,00  | 2,07 |

### Arouca
| Partido                 | Partido                        | Votos  | %               | +/-  |
| ----------------------- | ------------------------------ | ------ | --------------- | ---- |
|                         | Força Portugal                 | 3 554  | 53,48 / 100,00  | 8,02 |
|                         | Partido Socialista             | 2 250  | 33,85 / 100,00  | 2,67 |
|                         | Bloco de Esquerda              | 162    | 2,44 / 100,00   | 1,61 |
|                         | Coligação Democrática Unitária | 127    | 1,91 / 100,00   | 0,01 |
|                         | Partido da Nova Democracia     | 80     | 1,20 / 100,00   | Novo |
|                         | Outros                         | 220    | 3,32 / 100,00   |      |
| Votos Inválidos         | Votos Inválidos                | 253    | 3,80 / 100,00   | 1,11 |
| Total                   | Total                          | 6 646  | 100,00 / 100,00 |      |
| Eleitorado/Participação | Eleitorado/Participação        | 20 148 | 32,99 / 100,00  | 6,03 |

### Aveiro
| Partido                 | Partido                        | Votos  | %               | +/-  |
| ----------------------- | ------------------------------ | ------ | --------------- | ---- |
|                         | Força Portugal                 | 10 095 | 42,49 / 100,00  | 7,36 |
|                         | Partido Socialista             | 9 222  | 38,81 / 100,00  | 1,48 |
|                         | Bloco de Esquerda              | 1 444  | 6,08 / 100,00   | 3,68 |
|                         | Coligação Democrática Unitária | 970    | 4,08 / 100,00   | 1,03 |
|                         | Partido da Nova Democracia     | 262    | 1,10 / 100,00   | Novo |
|                         | Outros                         | 656    | 2,77 / 100,00   |      |
| Votos Inválidos         | Votos Inválidos                | 1 111  | 4,68 / 100,00   | 1,19 |
| Total                   | Total                          | 23 760 | 100,00 / 100,00 |      |
| Eleitorado/Participação | Eleitorado/Participação        | 60 284 | 39,41 / 100,00  | 1,41 |

### Castelo de Paiva
| Partido                 | Partido                        | Votos  | %               | +/-   |
| ----------------------- | ------------------------------ | ------ | --------------- | ----- |
|                         | Partido Socialista             | 2 663  | 56,37 / 100,00  | 6,32  |
|                         | Força Portugal                 | 1 543  | 32,66 / 100,00  | 11,31 |
|                         | Coligação Democrática Unitária | 94     | 1,99 / 100,00   | 0,40  |
|                         | Bloco de Esquerda              | 90     | 1,91 / 100,00   | 1,36  |
|                         | Outros                         | 149    | 3,14 / 100,00   |       |
| Votos Inválidos         | Votos Inválidos                | 185    | 3,92 / 100,00   | 2,00  |
| Total                   | Total                          | 4 724  | 100,00 / 100,00 |       |
| Eleitorado/Participação | Eleitorado/Participação        | 14 058 | 33,60 / 100,00  | 0,02  |

### Espinho
| Partido                 | Partido                                         | Votos  | %               | +/-  |
| ----------------------- | ----------------------------------------------- | ------ | --------------- | ---- |
|                         | Partido Socialista                              | 6 777  | 46,59 / 100,00  | 1,45 |
|                         | Força Portugal                                  | 4 779  | 32,85 / 100,00  | 7,13 |
|                         | Coligação Democrática Unitária                  | 1 130  | 7,77 / 100,00   | 1,23 |
|                         | Bloco de Esquerda                               | 581    | 3,99 / 100,00   | 2,48 |
|                         | Partido Comunista dos Trabalhadores Portugueses | 214    | 1,48 / 100,00   | 0,59 |
|                         | Partido da Nova Democracia                      | 155    | 1,07 / 100,00   | Novo |
|                         | Outros                                          | 260    | 1,79 / 100,00   |      |
| Votos Inválidos         | Votos Inválidos                                 | 650    | 4,47 / 100,00   | 1,12 |
| Total                   | Total                                           | 14 547 | 100,00 / 100,00 |      |
| Eleitorado/Participação | Eleitorado/Participação                         | 30 198 | 48,17 / 100,00  | 1,94 |

### Estarreja
| Partido                 | Partido                        | Votos  | %               | +/-  |
| ----------------------- | ------------------------------ | ------ | --------------- | ---- |
|                         | Força Portugal                 | 3 795  | 45,12 / 100,00  | 7,78 |
|                         | Partido Socialista             | 3 186  | 37,88 / 100,00  | 1,12 |
|                         | Coligação Democrática Unitária | 407    | 4,84 / 100,00   | 0,09 |
|                         | Bloco de Esquerda              | 312    | 3,71 / 100,00   | 2,71 |
|                         | Partido da Nova Democracia     | 91     | 1,08 / 100,00   | Novo |
|                         | Outros                         | 239    | 2,84 / 100,00   |      |
| Votos Inválidos         | Votos Inválidos                | 380    | 4,52 / 100,00   | 2,01 |
| Total                   | Total                          | 8 410  | 100,00 / 100,00 |      |
| Eleitorado/Participação | Eleitorado/Participação        | 22 699 | 37,05 / 100,00  | 0,84 |

### Ílhavo
| Partido                 | Partido                        | Votos  | %               | +/-  |
| ----------------------- | ------------------------------ | ------ | --------------- | ---- |
|                         | Força Portugal                 | 4 499  | 45,47 / 100,00  | 6,91 |
|                         | Partido Socialista             | 3 569  | 36,07 / 100,00  | 0,44 |
|                         | Bloco de Esquerda              | 506    | 5,11 / 100,00   | 3,50 |
|                         | Coligação Democrática Unitária | 413    | 4,17 / 100,00   | 0,08 |
|                         | Partido da Nova Democracia     | 123    | 1,24 / 100,00   | Novo |
|                         | Outros                         | 282    | 2,83 / 100,00   |      |
| Votos Inválidos         | Votos Inválidos                | 502    | 5,07 / 100,00   | 1,58 |
| Total                   | Total                          | 9 894  | 100,00 / 100,00 |      |
| Eleitorado/Participação | Eleitorado/Participação        | 28 942 | 34,19 / 100,00  | 0,94 |

### Mealhada
| Partido                 | Partido                        | Votos  | %               | +/-  |
| ----------------------- | ------------------------------ | ------ | --------------- | ---- |
|                         | Partido Socialista             | 3 122  | 54,82 / 100,00  | 0,38 |
|                         | Força Portugal                 | 1 587  | 27,87 / 100,00  | 4,63 |
|                         | Coligação Democrática Unitária | 307    | 5,39 / 100,00   | 0,48 |
|                         | Bloco de Esquerda              | 264    | 4,64 / 100,00   | 3,07 |
|                         | Partido da Nova Democracia     | 58     | 1,02 / 100,00   | Novo |
|                         | Outros                         | 115    | 2,01 / 100,00   |      |
| Votos Inválidos         | Votos Inválidos                | 242    | 4,25 / 100,00   | 0,87 |
| Total                   | Total                          | 5 695  | 100,00 / 100,00 |      |
| Eleitorado/Participação | Eleitorado/Participação        | 17 273 | 32,97 / 100,00  | 3,35 |

### Murtosa
| Partido                 | Partido                        | Votos | %               | +/-   |
| ----------------------- | ------------------------------ | ----- | --------------- | ----- |
|                         | Força Portugal                 | 1 417 | 60,20 / 100,00  | 12,59 |
|                         | Partido Socialista             | 620   | 26,34 / 100,00  | 5,58  |
|                         | Bloco de Esquerda              | 66    | 2,80 / 100,00   | 1,88  |
|                         | Coligação Democrática Unitária | 54    | 2,29 / 100,00   | 0,71  |
|                         | Partido da Nova Democracia     | 25    | 1,06 / 100,00   | Novo  |
|                         | Outros                         | 66    | 2,80 / 100,00   |       |
| Votos Inválidos         | Votos Inválidos                | 106   | 4,50 / 100,00   | 1,90  |
| Total                   | Total                          | 2 354 | 100,00 / 100,00 |       |
| Eleitorado/Participação | Eleitorado/Participação        | 8 281 | 28,43 / 100,00  | 4,80  |

### Oliveira de Azeméis
| Partido                 | Partido                        | Votos  | %               | +/-  |
| ----------------------- | ------------------------------ | ------ | --------------- | ---- |
|                         | Partido Socialista             | 10 331 | 45,50 / 100,00  | 2,96 |
|                         | Força Portugal                 | 9 220  | 40,60 / 100,00  | 9,15 |
|                         | Coligação Democrática Unitária | 644    | 2,84 / 100,00   | 0,03 |
|                         | Bloco de Esquerda              | 606    | 2,67 / 100,00   | 1,83 |
|                         | Partido da Nova Democracia     | 251    | 1,11 / 100,00   | Novo |
|                         | Outros                         | 664    | 2,91 / 100,00   |      |
| Votos Inválidos         | Votos Inválidos                | 991    | 4,37 / 100,00   | 1,90 |
| Total                   | Total                          | 22 707 | 100,00 / 100,00 |      |
| Eleitorado/Participação | Eleitorado/Participação        | 56 552 | 40,15 / 100,00  | 2,07 |

### Oliveira do Bairro
| Partido                 | Partido                        | Votos  | %               | +/-  |
| ----------------------- | ------------------------------ | ------ | --------------- | ---- |
|                         | Força Portugal                 | 4 015  | 66,14 / 100,00  | 7,82 |
|                         | Partido Socialista             | 1 170  | 19,28 / 100,00  | 0,20 |
|                         | Coligação Democrática Unitária | 162    | 2,67 / 100,00   | 0,67 |
|                         | Bloco de Esquerda              | 117    | 1,93 / 100,00   | 1,49 |
|                         | Partido da Nova Democracia     | 102    | 1,68 / 100,00   | Novo |
|                         | Outros                         | 181    | 2,99 / 100,00   |      |
| Votos Inválidos         | Votos Inválidos                | 323    | 5,32 / 100,00   | 2,68 |
| Total                   | Total                          | 6 070  | 100,00 / 100,00 |      |
| Eleitorado/Participação | Eleitorado/Participação        | 17 464 | 34,76 / 100,00  | 6,37 |

### Ovar
| Partido                 | Partido                                         | Votos  | %               | +/-  |
| ----------------------- | ----------------------------------------------- | ------ | --------------- | ---- |
|                         | Partido Socialista                              | 7 780  | 47,87 / 100,00  | 0,57 |
|                         | Força Portugal                                  | 5 090  | 31,32 / 100,00  | 7,70 |
|                         | Coligação Democrática Unitária                  | 1 184  | 7,29 / 100,00   | 0,12 |
|                         | Bloco de Esquerda                               | 785    | 4,83 / 100,00   | 3,18 |
|                         | Partido Comunista dos Trabalhadores Portugueses | 162    | 1,00 / 100,00   | 0,33 |
|                         | Outros                                          | 446    | 2,74 / 100,00   |      |
| Votos Inválidos         | Votos Inválidos                                 | 804    | 4,94 / 100,00   | 1,98 |
| Total                   | Total                                           | 16 251 | 100,00 / 100,00 |      |
| Eleitorado/Participação | Eleitorado/Participação                         | 43 259 | 37,57 / 100,00  | 0,34 |

### Santa Maria da Feira
| Partido                 | Partido                        | Votos   | %               | +/-  |
| ----------------------- | ------------------------------ | ------- | --------------- | ---- |
|                         | Partido Socialista             | 22 432  | 50,99 / 100,00  | 2,84 |
|                         | Força Portugal                 | 15 204  | 34,56 / 100,00  | 9,24 |
|                         | Coligação Democrática Unitária | 1 586   | 3,60 / 100,00   | 0,57 |
|                         | Bloco de Esquerda              | 1 210   | 2,75 / 100,00   | 2,01 |
|                         | Partido da Nova Democracia     | 572     | 1,30 / 100,00   | Novo |
|                         | Outros                         | 1 264   | 2,89 / 100,00   |      |
| Votos Inválidos         | Votos Inválidos                | 1 729   | 3,93 / 100,00   | 1,21 |
| Total                   | Total                          | 43 997  | 100,00 / 100,00 |      |
| Eleitorado/Participação | Eleitorado/Participação        | 109 673 | 40,12 / 100,00  | 0,92 |

### São João da Madeira
| Partido                 | Partido                        | Votos  | %               | +/-  |
| ----------------------- | ------------------------------ | ------ | --------------- | ---- |
|                         | Partido Socialista             | 3 995  | 49,74 / 100,00  | 1,55 |
|                         | Força Portugal                 | 2 633  | 32,79 / 100,00  | 7,22 |
|                         | Coligação Democrática Unitária | 449    | 5,59 / 100,00   | 0,62 |
|                         | Bloco de Esquerda              | 344    | 4,28 / 100,00   | 2,57 |
|                         | Partido da Nova Democracia     | 87     | 1,08 / 100,00   | Novo |
|                         | Outros                         | 192    | 2,39 / 100,00   |      |
| Votos Inválidos         | Votos Inválidos                | 331    | 4,12 / 100,00   | 1,70 |
| Total                   | Total                          | 8 031  | 100,00 / 100,00 |      |
| Eleitorado/Participação | Eleitorado/Participação        | 18 466 | 43,49 / 100,00  | 1,20 |

### Sever do Vouga
| Partido                 | Partido                        | Votos  | %               | +/-  |
| ----------------------- | ------------------------------ | ------ | --------------- | ---- |
|                         | Força Portugal                 | 2 508  | 56,60 / 100,00  | 9,79 |
|                         | Partido Socialista             | 1 284  | 28,98 / 100,00  | 3,28 |
|                         | Bloco de Esquerda              | 113    | 2,55 / 100,00   | 1,94 |
|                         | Coligação Democrática Unitária | 87     | 1,96 / 100,00   | 0,27 |
|                         | Partido da Nova Democracia     | 61     | 1,38 / 100,00   | Novo |
|                         | Outros                         | 147    | 3,32 / 100,00   |      |
| Votos Inválidos         | Votos Inválidos                | 231    | 5,21 / 100,00   | 2,08 |
| Total                   | Total                          | 4 431  | 100,00 / 100,00 |      |
| Eleitorado/Participação | Eleitorado/Participação        | 11 371 | 38,97 / 100,00  | 3,34 |

### Vagos
| Partido                 | Partido                        | Votos  | %               | +/-  |
| ----------------------- | ------------------------------ | ------ | --------------- | ---- |
|                         | Força Portugal                 | 4 043  | 71,95 / 100,00  | 4,85 |
|                         | Partido Socialista             | 935    | 16,64 / 100,00  | 0,08 |
|                         | Bloco de Esquerda              | 140    | 2,49 / 100,00   | 1,74 |
|                         | Coligação Democrática Unitária | 83     | 1,48 / 100,00   | 0,22 |
|                         | Partido da Nova Democracia     | 57     | 1,01 / 100,00   | Novo |
|                         | Outros                         | 136    | 2,42 / 100,00   |      |
| Votos Inválidos         | Votos Inválidos                | 225    | 4,01 / 100,00   | 1,25 |
| Total                   | Total                          | 5 619  | 100,00 / 100,00 |      |
| Eleitorado/Participação | Eleitorado/Participação        | 17 319 | 32,44 / 100,00  | 1,97 |

### Vale de Cambra
| Partido                 | Partido                        | Votos  | %               | +/-  |
| ----------------------- | ------------------------------ | ------ | --------------- | ---- |
|                         | Força Portugal                 | 3 838  | 43,98 / 100,00  | 8,68 |
|                         | Partido Socialista             | 3 401  | 38,97 / 100,00  | 0,41 |
|                         | Bloco de Esquerda              | 248    | 2,84 / 100,00   | 1,93 |
|                         | Coligação Democrática Unitária | 226    | 2,59 / 100,00   | 0,03 |
|                         | Partido da Nova Democracia     | 121    | 1,39 / 100,00   | Novo |
|                         | Outros                         | 344    | 3,94 / 100,00   |      |
| Votos Inválidos         | Votos Inválidos                | 549    | 6,29 / 100,00   | 2,75 |
| Total                   | Total                          | 8 727  | 100,00 / 100,00 |      |
| Eleitorado/Participação | Eleitorado/Participação        | 21 444 | 40,70 / 100,00  | 3,59 |